# Steinbruch Clemensberg

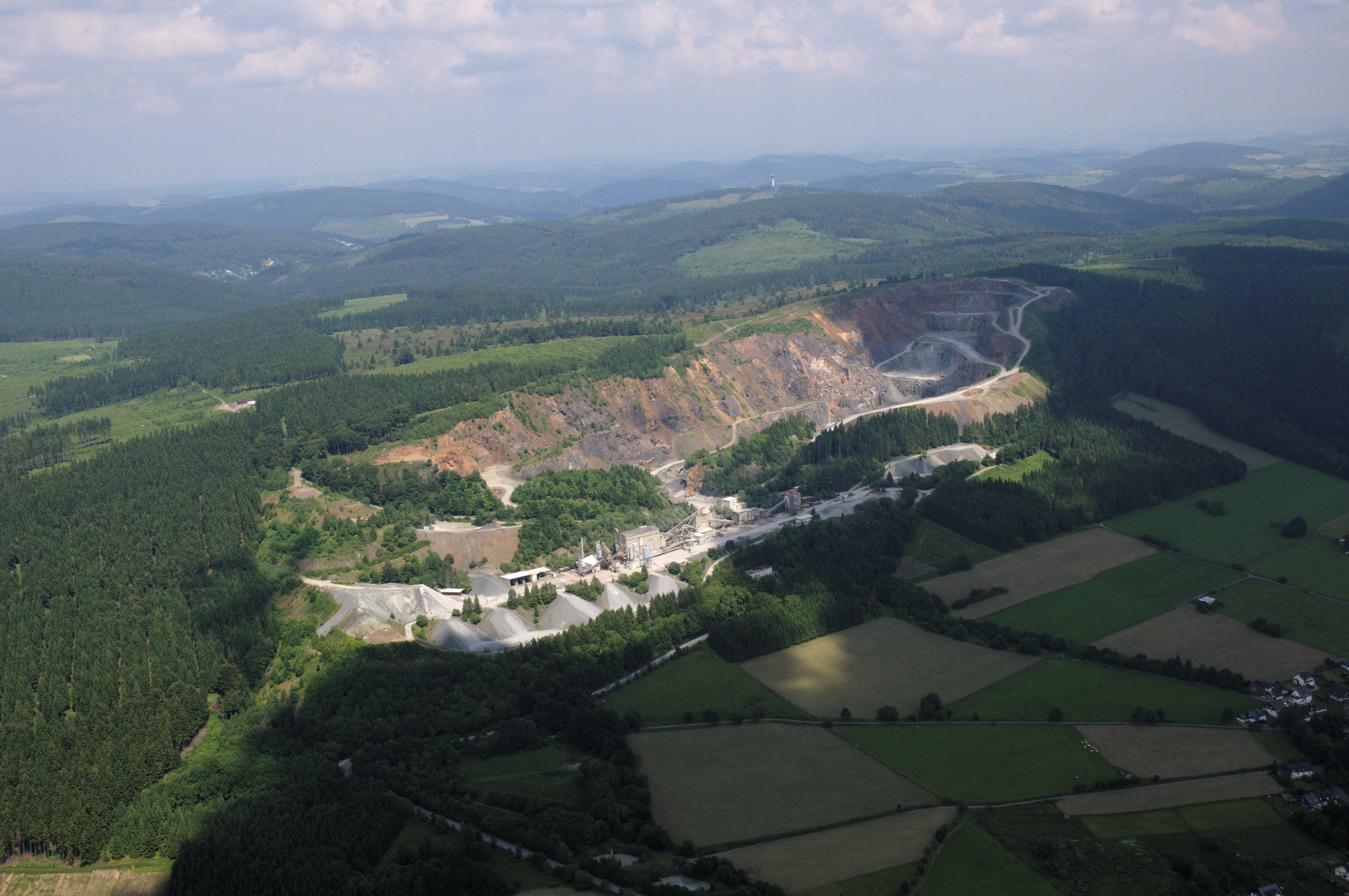
Steinbruch Clemensberg von Südwesten

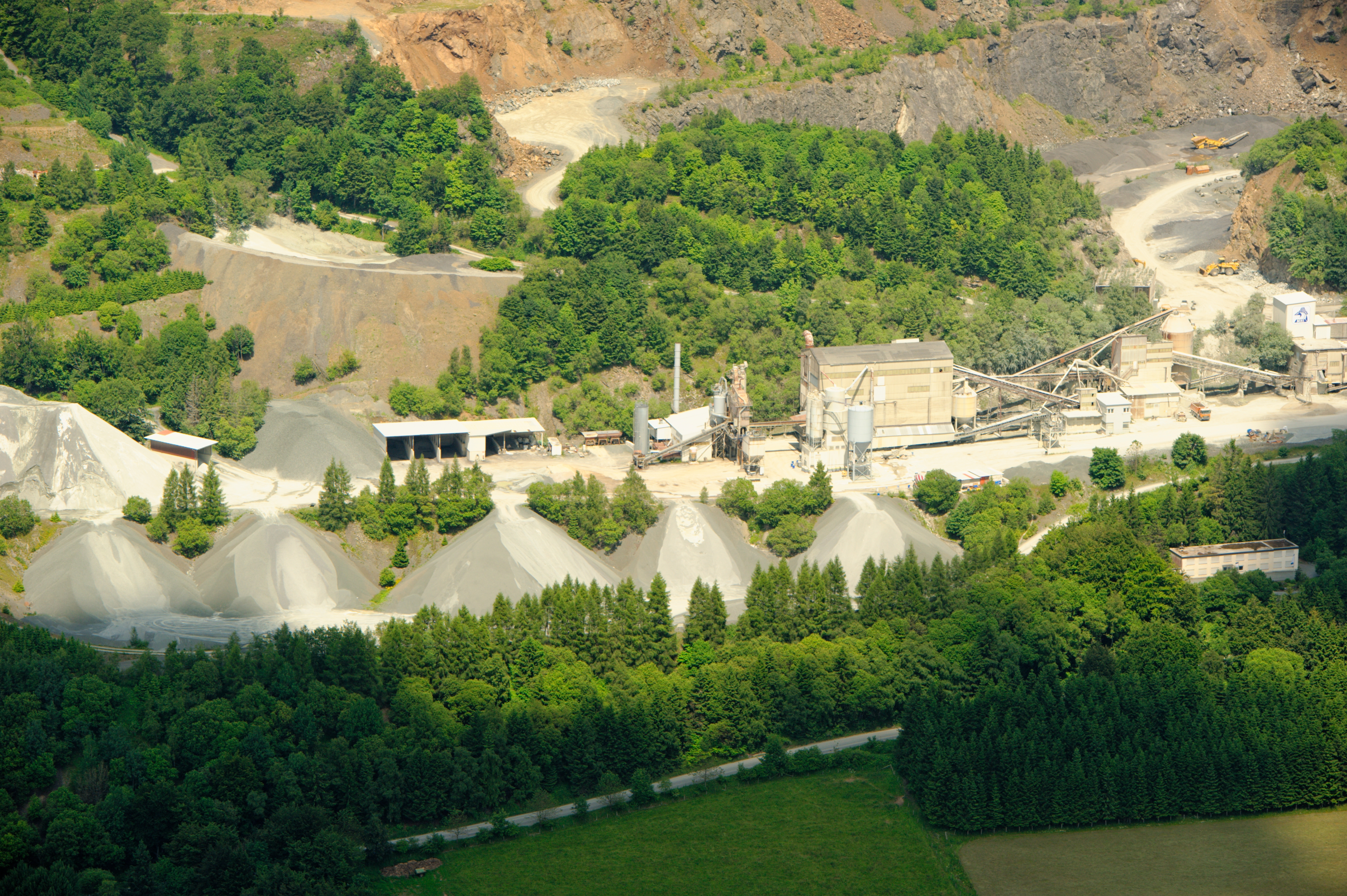
Verarbeitungsanlagen

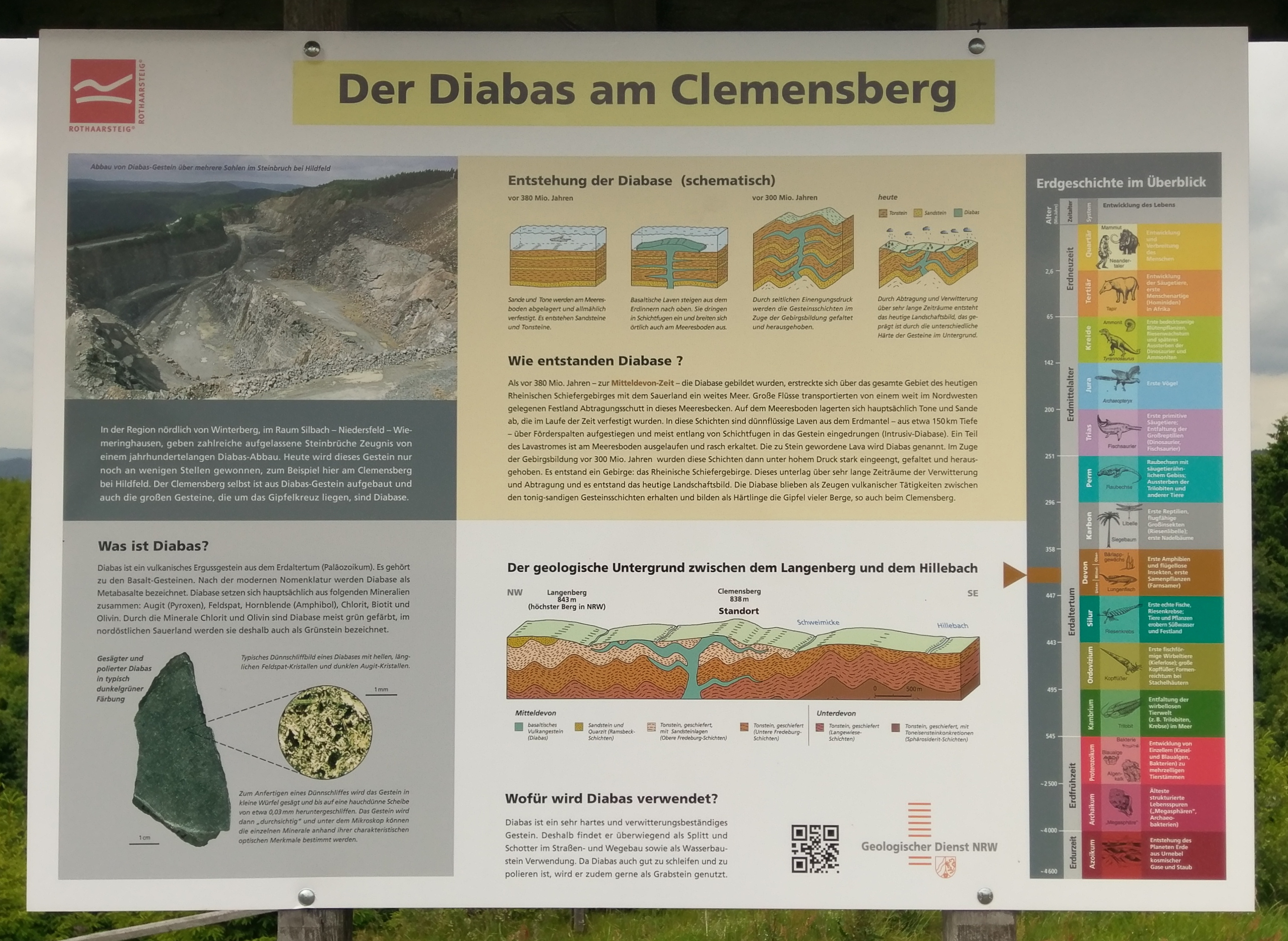
Infotafel am Rothaarsteig

Der Steinbruch Clemensberg oder Steinbruch Hildfeld liegt nördlich von Hildfeld am Clemensberg im Stadtgebiet von Winterberg im Hochsauerlandkreis. Der Steinbruch ist teils vom Landschaftsschutzgebiet Winterberg umgeben. Im Norden grenzt das Naturschutzgebiet Neuer Hagen an. Die Zufahrt erfolgt von der L 872.

## Informationen zum Steinbruch
Der Steinbruch wird von der Firma MHI Naturstein GmbH, Tochtergesellschaft der Mitteldeutsche Hartstein-Industrie Aktiengesellschaft, betrieben. Der Betrieb baut Diabas ab. Der abgebaute Diabas wird als Splitt und Schotter im Straßen-, Gleis- und Wegebau verwendet. Die Firma betreibt eine Asphaltmischanlage. Es wird auch Transportbeton produziert. Der Abbau im Bruch begann 1958.

## Berggipfel und Bergkreuz des Clemensberges
Der Berggipfel und Bergkreuz des Clemensberges war früher 839,2 m hoch. Jedoch wurde sein ehemaliger Gipfel (⊙) und Großteile des Berges im Rahmen des Diabas-Abbaus abgetragen. Der im Rahmen des Rekultivierungsplans aus Abraummaterial neu entstehende höchste Punkt, etwa 450 m westlich des ehemaligen Gipfels, misst 840 m.

## Weinanbau am Clemensberg
Im Mai 2021 pflanzte man auf dem Steinbruch-Gelände gegenüber vom Clemensberg-Gipfelkreuz auf einer Halde aus Schiefer 100 Rebstöcke, um Weintrauben für die Weinproduktion zu erzeugen. Im Herbst 2023 sollte die erste Weinlese erfolgen.

## Mineralien
Für den Steinbruch sind bisher folgende Mineralfunde dokumentiert (Stand 2025): Aktinolith,	Albit, Amethyst, Analcim, Anatas, Ankerit, Apophyllitgruppe, Aragonit, Axinit, Baryt, Bergkristall, Brookit, Aktinolith,	Calcit,	Cerussit, Chalcedon, Chalkopyrit, Chloritgruppe, Danburit, Datolith, Dolomit, Galenit, Hemimorphit, Kaolinit,	Klinochlor, Laumontit, Lepidokrokit, Malachit, Markasit, Muskovit, Natrolith, Pektolith, Prehnit, Pumpellyit-Gruppe, Pyrit, Pyrrhotin, Pyrolusit, Quarz, Smektitgruppe, Sphalerit und Stilbitgruppe.